# ライヴ・アット・アールズ・コート
『ライヴ・アット・アールズ・コート』（Live at Earls Court）は、モリッシーが2004年に録音・2005年に発表したライブ・アルバム。

## 解説
アルバム『ユー・アー・ザ・クワーリー』（2004年）に伴うツアーのうち、2004年12月18日のロンドン公演の音源を収録。ただし、実際にはグラスゴー、バーミンガム、ブライトン、ダブリンの公演で録音されたライブ音源も使用されたという。長年モリッシーのバンドで活動してきたアラン・ホワイトは、ツアーの途中の2004年6月より療養中だったため、代役としてジェシー・トバイアスが参加した。
収録曲のうち5曲はザ・スミス時代に発表した楽曲。「レドンド・ビーチ」は、パティ・スミスが『ホーセス』（1975年）で発表した曲のカヴァー。「サブウェイ・トレイン/ミューニック・エア・ディザスター1958」は、ニューヨーク・ドールズのカヴァーとモリッシーのソロ・シングル「アイリッシュ・ブラッド、イングリッシュ・ハート」のカップリング曲のメドレー。
本作に先行してリリースされた両A面シングル「レドンド・ビーチ/ゼア・イズ・ア・ライト・ザット・ネヴァー・ゴーズ・アウト」は、全英シングルチャートで11位に達した。

## 収録曲
特記なき楽曲はモリッシーとアラン・ホワイトの共作。
1. ハウ・スーン・イズ・ナウ? "How Soon Is Now?" (Morrissey, Johnny Marr) – 4:35
2. ファースト・オブ・ザ・ギャング・トゥ・ダイ "First of the Gang to Die" – 3:48
3. ノーヴェンバー・スポーンド・ア・モンスター "November Spawned a Monster" (Morrissey, Clive Langer) – 5:15
4. ドント・メイク・ファン・オブ・ダディズ・ヴォイス "Don't Make Fun of Daddy's Voice" – 2:57
5. ビッグマウス・ストライクス・アゲイン "Bigmouth Strikes Again" (Morrissey, J. Marr) – 3:20
6. アイ・ライク・ユー "I Like You" (Morrissey, Boz Boorer) – 4:36
7. レドンド・ビーチ "Redondo Beach" (Patti Smith, Lenny Kaye, Richard Sohl) – 4:07
8. レット・ミー・キス・ユー "Let Me Kiss You" – 3:36
9. サブウェイ・トレイン/ミューニック・エア・ディザスター1958 "Subway Train / Munich Air Disaster 1958" (David Johansen, Johnny Thunders / Morrissey, Alain Whyte) – 3:16
10. ゼア・イズ・ア・ライト・ザット・ネヴァー・ゴーズ・アウト "There Is a Light That Never Goes Out" (Morrissey, J. Marr) – 4:50
11. ザ・モア・ユー・イグノアー・ミー、ザ・クローサー・アイ・ゲット "The More You Ignore Me, the Closer I Get" (Morrissey, B. Boorer) – 3:52
12. フライデー・モーニング "Friday Mourning" – 4:32
13. アイ・ハヴ・フォーギヴン・ジーザス "I Have Forgiven Jesus" – 4:06
14. ザ・ワールド・イズ・フル・オブ・クラッシング・ボーズ "The World Is Full of Crashing Bores" (Morrissey, B. Boorer) – 3:55
15. ショップリフターズ・オブ・ザ・ワールド・ユナイト "Shoplifters of the World Unite" (Morrissey, J. Marr) – 3:21
16. アイリッシュ・ブラッド、イングリッシュ・ハート "Irish Blood, English Heart" – 2:49
17. ユー・ノウ・アイ・クドゥント・ラスト "You Know I Couldn't Last" (Morrissey, A. Whyte, Gary Day) – 7:10
18. ラスト・ナイト・アイ・ドレムト・ザット・サムバディ・ラヴド・ミー "Last Night I Dreamt That Somebody Loved Me" (Morrissey, J. Marr) – 3:57

## 参加ミュージシャン
- モリッシー - ボーカル
- ジェシー・トバイアス - ギター
- ボズ・ブーラー - ギター
- ゲイリー・デイ - ベース
- ディーン・バターワース - ドラムス
- マイケル・ファレル - キーボード